# Mortal Kombat: Live Tour
Mortal Kombat: Live Tour foi um show teatral de Artes Marciais com personagens da série Mortal Kombat, com efeitos de som e luz no palco. O enredo foi baseado em três personagens que lutavam para resgatar seus amigos e recuperar um amuleto mágico do mestre da Exoterra, Shao Kahn, para de salvar a terra.
O show estreou no Radio City Music Hall em Nova Iorque em 14 de setembro de 1995, passando por mais 200 cidades em 1996. O show usava movimentos dos jogos e artes marciais no palco, misturado com dança e música. As falas eram pré-gravadas e utilizadas no show em forma de dublagem, para demonstrar os efeitos sonoros do Mortal Kombat oficial, embora não houvesse o desmembramento, decapitação ou fatalities no show.